# Nadir Çiftçi
Nadir Çiftçi, né le 12 février 1992 à Karakoçan (Turquie), est un footballeur turc, qui évolue au poste d'attaquant à Saint Johnstone.

## Biographie
Le 9 juillet 2015, il rejoint le Celtic.
Le 21 août 2017, il est prêté à Plymouth Argyle.
Le 9 janvier 2018, il est prêté à Motherwell.
Le 5 janvier 2022, il rejoint Saint Johnstone.

## Palmarès
- Finaliste de la Coupe d'Écosse en 2014 avec Dundee United
- Celtic Glasgow
  - Championnat d'Écosse :
    - Vainqueur : 2016.

### Individuelles
- Membre de l'équipe-type de Scottish Premier League en 2014
- Membre de l'équipe-type de Scottish Premier League en 2015